# Азиатские щучки

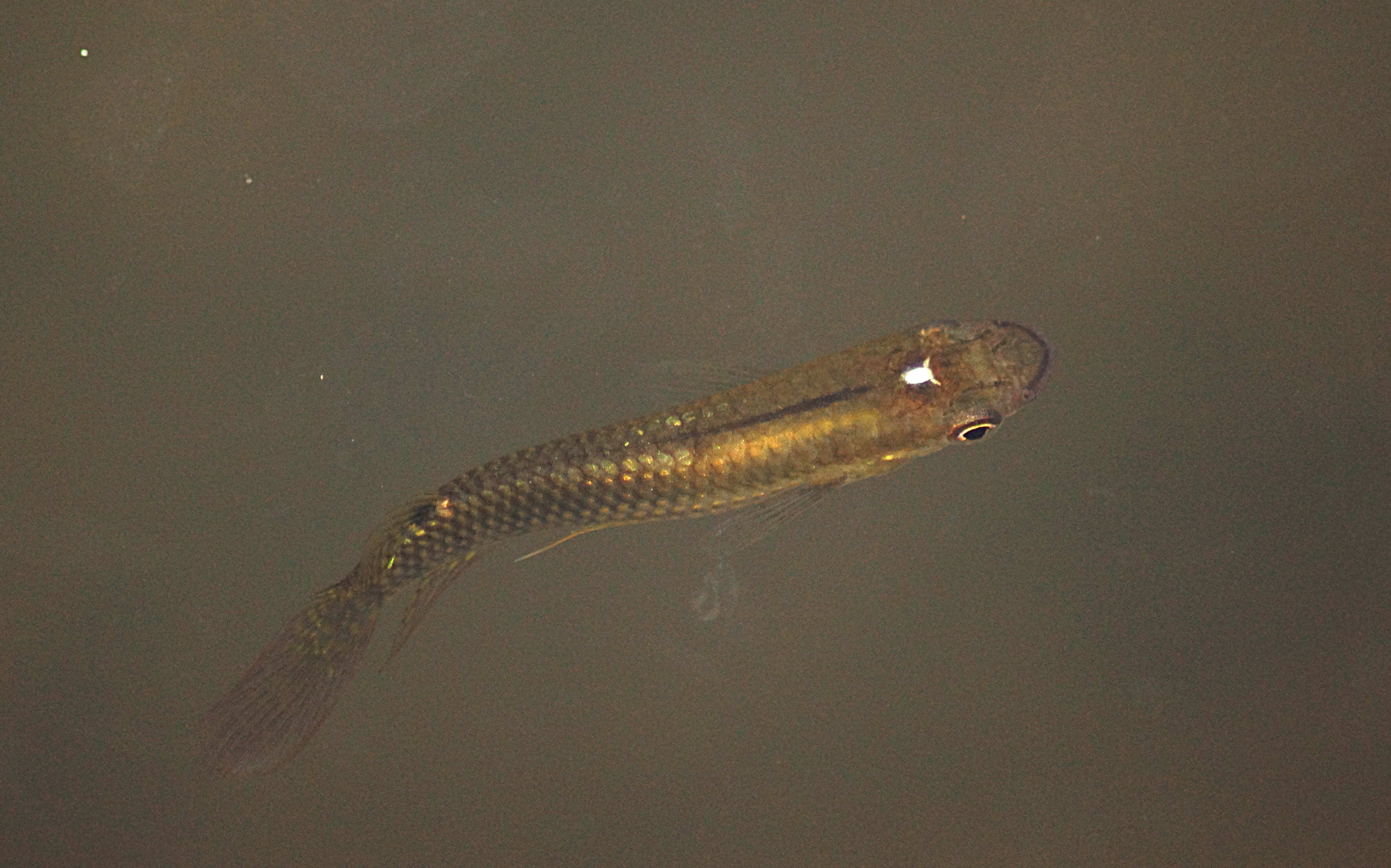
Щучка-панхакс (Aplocheilus panchax), вид сверху

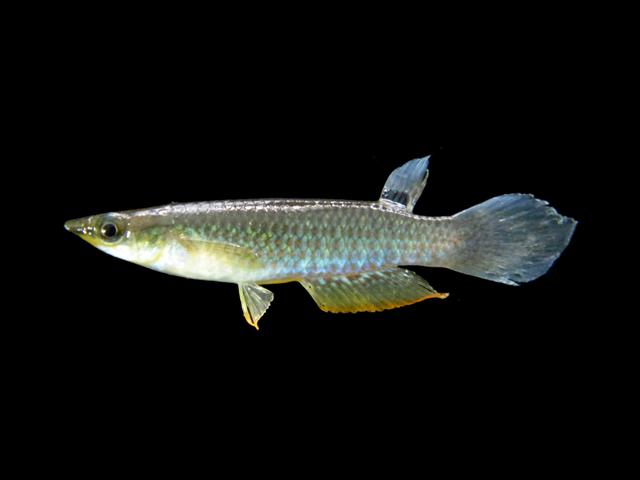
Aplocheilus panchax

Азиатские щучки (лат. Aplocheilus) — род тропических пресноводных и солоноватоводных рыб из семейства аплохеиловых отряда карпозубообразных. Популярные аквариумные рыбы.

## Описание
Небольшие рыбы, длина тела от 5 см (A. kirchmayeri) до 10 см (A. lineatus). У азиатских щучек удлинённое тело, широкая спина, которая вместе с головой образует одну плоскость, продолжающуюся до начала спинного плавника, хвостовой стебель более узкий. Небольшой спинной плавник располагается у самого хвостового стебля. Анальный плавник высокий и длинный. Вместе с хвостовым стеблем они образуют одну широкую плоскость, использующуюся для более эффективного отталкивания при прыжках за насекомыми. Рот широкий, верхний.

## Ареал и места обитания
Большинство видов азиатских щучек распространены в Индии и Шри-Ланке, A. blockii встречается также в Пакистане, A. dayi на Малайском полуострове, а A. panchax кроме того в Бангладеш, Бирме, Непале, Камбодже, Вьетнаме и на Индо-Малайском архипелаге. Обитают в разнообразных пресных и солоноватых заросших водяной растительностью водоёмах: лесных ручьях, мангровых и торфяных болотах, стоячих участках рек, канавах, на мелководьях водохранилищ и лиманов, на рисовых полях. Обитают в воде с температурой +20…+26 °C и pH = 6,0 — 8,0.

## Питание
Питаются насекомыми и их личинками, особенно охотно поедая личинок и куколок комаров, плавающих у поверхности воды, а также личинками рыб и мелкими насекомыми, упавшими в воду. Используются в борьбе с москитами: азиатских щучек выпускают в водоёмы, в которых размножаются эти насекомые.

## Виды
В роде азиатских щучек выделяют 7 видов:
- Aplocheilus blockii — Мадрасская щучка[1]
- Aplocheilus dayi — Светлоглазка Дэя[1]
- Aplocheilus kirchmayeri
- Aplocheilus lineatus — Полосатая щучка
- Aplocheilus panchax — Щучка-панхакс[1]
- Aplocheilus parvus
- Aplocheilus werneri